# Václav Mánes
Václav Mánes (1793 – 31. ledna 1858, Praha) byl český malíř, mladší bratr krajináře Antonína Mánesa a strýc malířů Josefa, Quida a Amalie Mánesových.

## Život
Syn pražského mlynáře Františka Manesa vyrostl na Novém Městě pražském ve stínu svého staršího a průbojnějšího bratra Antonína. S ním a později s jeho rodinou sdílel tento introvertní osamělý malíř společné bydliště. 
Po třech letech studia na novoměstském gymnasiu u piaristů v Panské ulici byl roku 1808 přijat ke studiu kresby a malby na pražskou kreslířskou Akademii, kde studoval v letech 1808–1824 pod vedením jejího ředitele Josefa Berglera
Jeho studentské práce byly ceněny. V letech 1829 - 1832 získal díky mecenášům Klarovo stipendium do Říma, kde se stýkal s členy kolonie nazarénů a studoval malbu starých mistrů. Na rozdíl od svého bratra se věnoval figurální malbě, především náboženské tematice, která měla veřejný ohlas. Vyučoval na pražské Akademii a díky stykům s Františkem Thunem se v letech 1835-1836 a 1840 Václav Mánes stal prozatímním ředitelem  Akademie. Více se již svou malbou neprosadil a jeho portréty byly odsuzovány pro "nevalnou schopnost charakterizační".
Byl členem Krasoumné jednoty.

## Dílo

### Malba
Biblické náměty a oltářní obrazy 
- Uzdravení slepého Tobiáše (1832)

Historické náměty
- Muž s chlapcem v renesančních kostýmech

Portréty  
- Portrét Václava Popeláře (aukce)
- Děvče s panenkou (Národní muzeum

Krajinomalba
- Kokořín

### Kresba
Biblické náměty 
- Abel modlící se při oběti zápalné, sépiová kresba, 1836[6]

Krajiny
- Římská krajina s ruinami antického chrámu, [7]

## Zastoupení ve sbírkách
Jeho díla jsou zastoupena ve veřejných sbírkách:
- Národní galerie Praha
- Muzeu hlavního města Prahy
- Národní muzeum v Praze

## Galerie

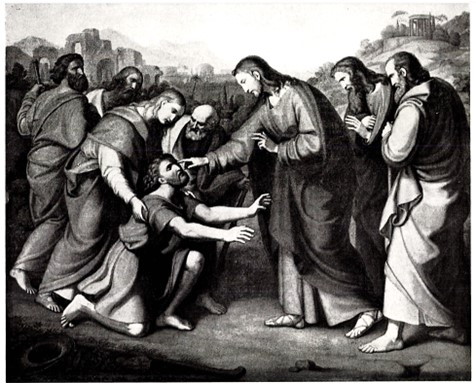
Uzdravení slepého Tobiáše
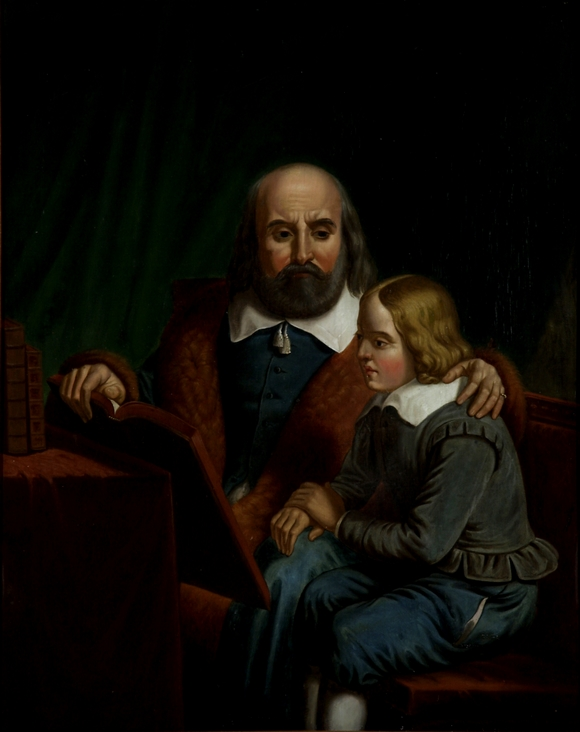
Muž s chlapcem v renesančních kostýmech
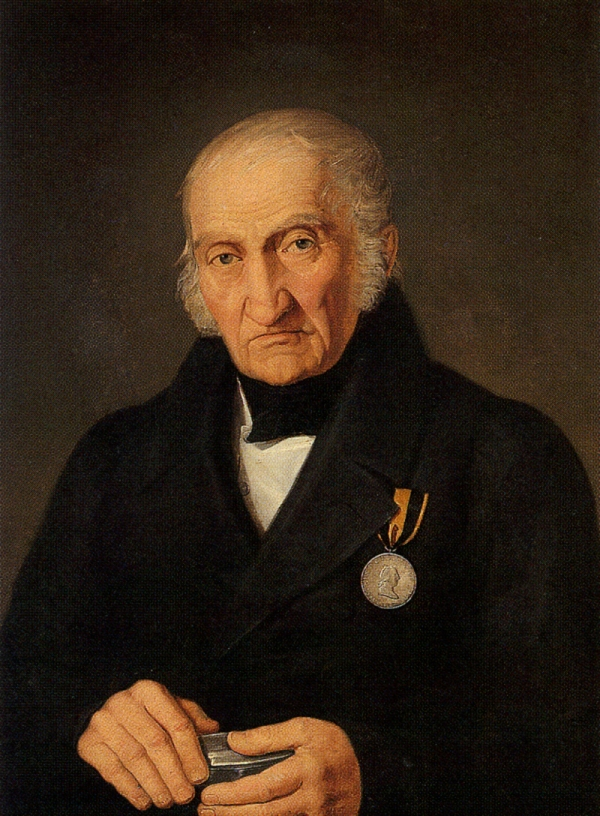
Podobizna pana Popeláře
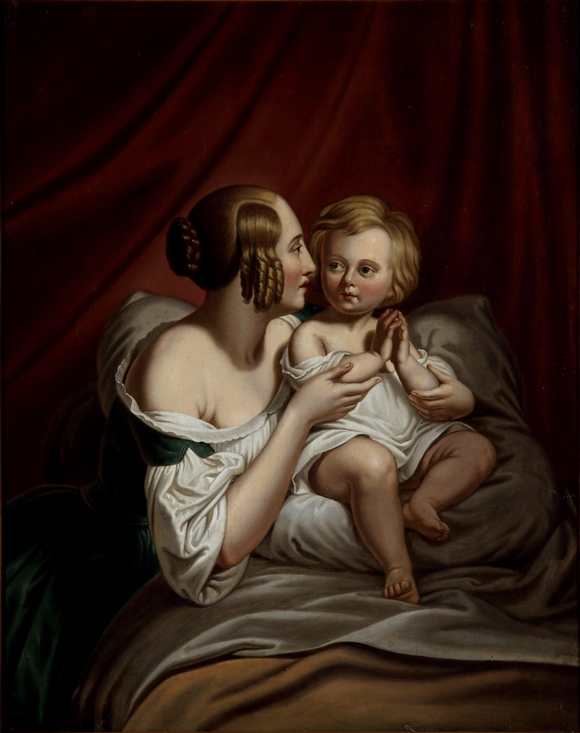
Žena s dítětem